# Рапопорт, Иосиф Матвеевич
Иосиф Матвеевич Рапопорт (1901—1970) — советский театральный деятель — актёр, режиссёр и педагог. Заслуженный деятель искусств РСФСР (1946). Заслуженный артист РСФСР (1937).

## Биография
Родился родился 22 марта 1901 года в городе Орёл.
С 1918 года — актёр и один из организаторов «Шаляпинской студии», которая находилась в доме Фёдора Шаляпина. Там Иосиф Рапопорт сыграл первые свои роли. Затем с 1920 года до конца жизни он работал в Театре имени Евгения Вахтангова, был хара́ктерным актёром.
В качестве режиссёра Иосиф Рапопорт поставил спектакли: «Пэпо» Г. Сундукяна (1925) — в Армянской студии в Москве; «Дорога цветов» В. П. Катаева (1934), «Много шума из ничего» У. Шекспира (1936), «Дон Кихот» М. А. Булгакова по М. Сервантесу (1941) — на сцене Театра имени Вахтангова; «Изобретатель и комедиант» М. Н. Даниэля (1938), «Первая любовь» Р. И. Фраермана (1939), «Особое задание» С. В. Михалкова (1946) — В Центральном детском театре; «Табачный капитан» В. В. Щербачёва (1942), «Дочь тамбур-мажора» Ж. Оффенбаха (1943), «Холопка» Н. М. Стрельникова (1945) — в Московском театре оперетты.
С 1925 года И. М. Рапопорт занимался преподавательской деятельностью. В 1934—1941 и 1946—1950 годах преподавал во ВГИКе. В 1942—1946 годах — в студии Московского театра оперетты. С 1950 года — профессор ГИТИСа (факультет музыкальной режиссуры), где преподавал по 1970 год. С 1958 года он преподавал также в Театральном училище им. Б. В. Щукина.
Умер 11 мая 1970 года в Москве. Был похоронен на Новодевичьем кладбище города. Позже рядом с ним были похоронены его сыновья: Кирилл (сценарист и драматург) и Михаил (актёр и режиссёр).
Удостоен званий Заслуженный деятель искусств РСФСР (1946) и Заслуженный артист РСФСР.